# ارنست فورگس
ارنست فورگس (انگلیسی: Ernest Forgàs؛ زادهٔ ۲۰ ژوئیهٔ ۱۹۹۳) بازیکن فوتبال اهل اسپانیا است.
از باشگاه‌هایی که در آن بازی کرده‌است می‌توان به باشگاه فوتبال سابادل اشاره کرد.